# Triora
' Triora  (ligur nyelven  Triêua ) egy olasz község Liguria régióban, Imperia megyében.

## Földrajz
. 

Triora község Imperia megye térképén

A vele szomszédos települések : Briga Alta (Cuneo megye), Castelvittorio, La Brigue (Franciaorszàg), Mendatica, Molini di Triora, Montegrosso Pian Latte, Pigna, Saorge (Franciaorszàg).
.
.

## Látványosságok
- A Nostra Signora Assunta templom
- Bernardino templom, 15. század

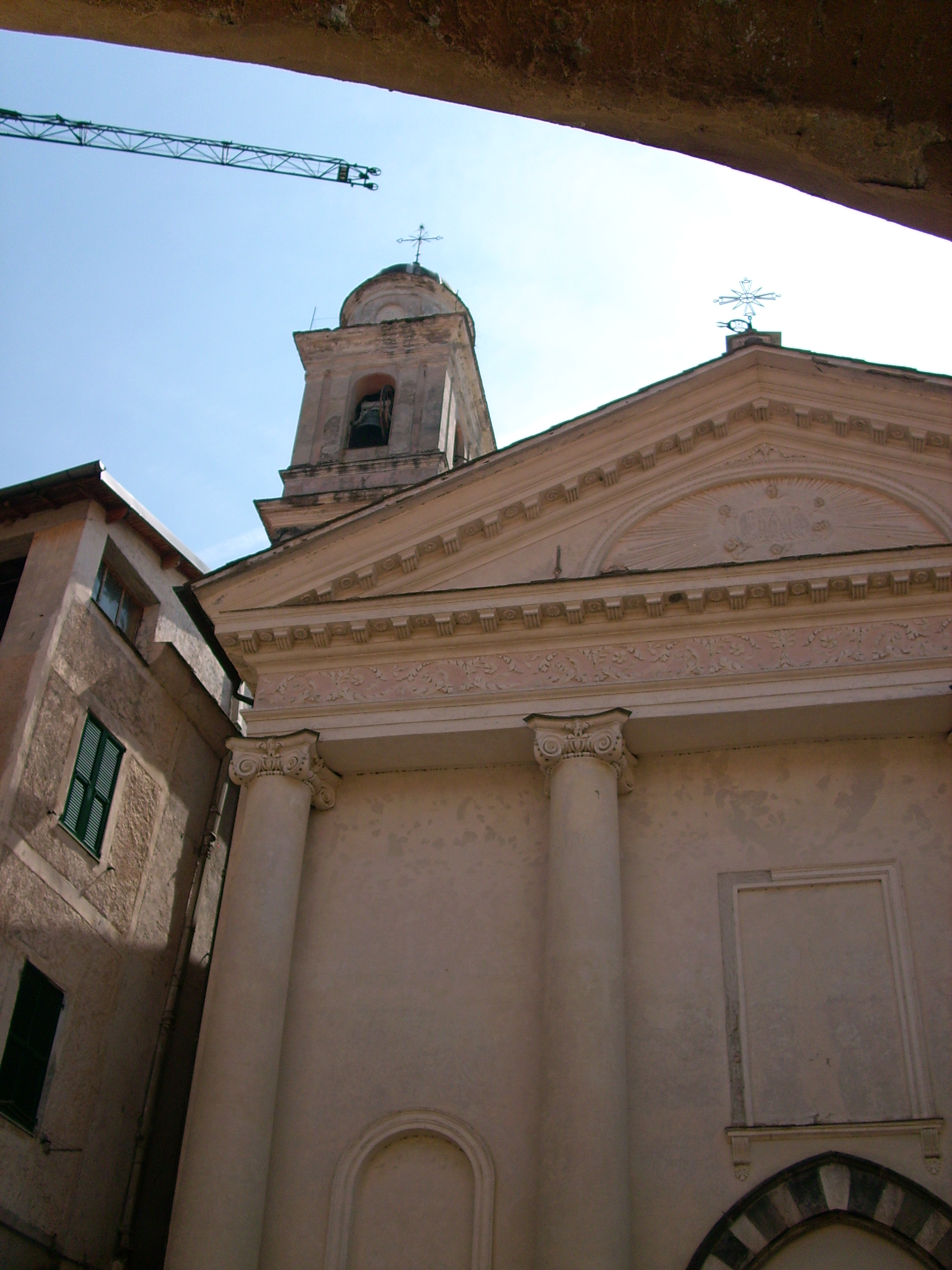
A Nostra Signora Assunta templom

- A Madonna delle Grazie templom 12. század
- Triora kastélya
- Loreto-híd (1959). 112 méter magas, az  Argentina folyón ível át.

## Fordítás
- Ez a szócikk részben vagy egészben  a    Triora című olasz Wikipédia-szócikk fordításán alapul.  Az eredeti cikk szerkesztőit annak laptörténete sorolja fel. Ez a jelzés csupán a megfogalmazás eredetét és a szerzői jogokat jelzi, nem szolgál a cikkben szereplő információk forrásmegjelöléseként.